# الانتخابات العامة الجرينلاندية 2021
أجريت الانتخابات العامة المفاجئة في جرينلاند في 6 أبريل 2021 جنبًا إلى جنب مع الانتخابات المحلية. برز حزب مجتمع الشعب (إنويت أتاغاتجيت) كأكبر حزب، حيث فاز بـ 12 مقعدًا من 31 مقعدًا في برلمان جرينلاند. واحتل حزب السيوموت الحاكم المركز الثاني بـ 10 مقاعد.

## خلفية
في نوفمبر 2020، هُزم رئيس الوزراء كيم كيلسن في انتخابات قيادة حزب سيوموت، وخسر أمام إريك جنسن. ومع ذلك لم يتنحى كيلسن من رئاسة الوزراء. أدى التنافس المتزايد بين الاثنين والخلاف حول منجم Kvanefjeld إلى انسحاب الديمقراطيين من الحكومة الائتلافية، تاركين حزبي السيوموت و Nunatta Qitornai ولهما 12 مقعدًا فقط من 31 مقعدًا في البرلمان. فشل كيلسن في تشكيل حكومة ائتلافية جديدة وصوت البرلمان لإجراء انتخابات مبكرة.
كان من المتوقع أن يكون تعدين التربة النادرة قضية رئيسية في الانتخابات، حيث تخضع رواسب Kvanefjeld في جنوب الجزيرة لجلسات استماع عامة وحملات حزبية. تُستخدم المعادن الموجودة في جرينلاند لتصنيع مكونات مثل توربينات الرياح والمركبات الكهربائية. وهذه العملية ملوثة ولكن الموارد شهدت زيادة في السعر بسبب زيادة الطلب على السيارات الكهربائية. يوجد اليورانيوم أيضًا في جرينلاند، لكن تعدين المورد واجه معارضة قوية من السكان. كانت شركة Greenland Minerals Limited، وهي شركة مملوكة للصينيين مقرها أستراليا، تخطط لمشروع للتعدين في منطقة Kvanefjeld منذ عام 2007 وكانت في «المرحلة الأخيرة».
دعا حزب مجتمع الشعب المعارض إلى وقف تعدين اليورانيوم، مما أثار تساؤلات حول مشروع تعدين التربة النادرة الأوسع نطاقاً، بينما أعرب حزب السيوموت الحاكم عن دعمه للمشروع، مشيرًا إلى النمو الاقتصادي كسبب رئيسي. في دراسة استقصائية لتحديد الرأي العام حول التعدين في رواسب Kvanefjeld، عارض 63٪ مثل هذا النشاط، وعارض 45٪ منهم بشدة. في حين جاءت القضايا الأخرى، مثل الاستقلال وسياسات COVID-19 والسياسة الخارجية والآراء حول المؤسسات الديمقراطية، أقل أهمية من النقاش حول التعدين.

## النظام الانتخابي
يجري انتخاب الأعضاء الـ 31 في البرلمان عن طريق التمثيل النسبي في دائرة انتخابية واحدة على مستوى البلاد. يجري تخصيص المقاعد باستخدام طريقة هوندت.

## استطلاعات الرأي
جرت أربعة استطلاعات للرأي منذ عام 2019. في استطلاع أُجري قبل فترة وجيزة من الانتخابات، حصل حزب مجتمع الشعب على 36٪ من الأصوات بينما احتل حزب سيوموت المرتبة الثانية بنسبة 23٪.
 
| تاريخ                  | سيوموت | حزب مجتمع الشعب | الديموقراطيون | ناليراك | أتاسوت | NQ   | SA   |
| ---------------------- | ------ | --------------- | ------------- | ------- | ------ | ---- | ---- |
| أبريل 2021             | 23.2٪  | 36.2٪           | 13.4٪         | 16.4٪   | 6.5٪   | 2.1٪ | 2.2٪ |
| أبريل 2021             | 8      | 12              | 4             | 5       | 2      | 0    | 0    |
| فبراير 2021            | 29.4٪  | 38.4٪           | 11.3٪         | 12.2٪   | 6.8٪   | 1.2٪ | 0.7٪ |
| فبراير 2021            | 9      | 13              | 3             | 4       | 2      | 0    | 0    |
| ديسمبر 2020            | 31.0٪  | 34.5٪           | 12.7٪         | 11.0٪   | 6.1٪   | 2.6٪ | 2.1٪ |
| ديسمبر 2020            | 10     | 12              | 4             | 3       | 2      | 0    | 0    |
| يناير 2019             | 28.7٪  | 30.6٪           | 21.7٪         | 10.3٪   | 4.5٪   | 2.2٪ | 2.5٪ |
| يناير 2019             | 10     | 10              | 7             | 3       | 1      | 0    | 0    |
| 2018 الانتخابات العامة | 27.4٪  | 25.8٪           | 19.7٪         | 13.6٪   | 6.0٪   | 4.1٪ | 3.5٪ |
| 2018 الانتخابات العامة | 9      | 8               | 6             | 4       | 2      | 1    | 1    |

## النتائج
| الحزب                   | الأصوات | النسبة | +/-    | المقاعد | +/-  |
| ----------------------- | ------- | ------ | ------ | ------- | ---- |
| حزب مجتمع الشعب         | 9,912   | 37.42  | +11.64 | 12      | +4   |
| حزب السيوموت            | 7,971   | 30.10  | +2.66  | 10      | +1   |
| Naleraq                 | 3,249   | 12.27  | –1.28  | 4       | 0    |
| حزب الديمقراطيون        | 2,452   | 9.26   | –10.43 | 3       | –3   |
| حزب التضامن الجرينلاندي | 1,879   | 7.09   | +1.13  | 2       | 0    |
| Nunatta Qitornai        | 639     | 2.41   | –1.04  | 0       | –1   |
| Cooperation Party       | 375     | 1.42   | –2.69  | 0       | –1   |
| المستقلون               | 9       | 0.03   | جديد   | 0       | جديد |
| إجمالي                  | 26,486  | 100.00 | –      | 31      | 0    |
| أصوات صحيحة             | 26,486  | 97.81  |        |         |      |
| أصوات باطلة             | 593     | 2.19   |        |         |      |
| إجمالي الأصوات          | 27,079  | 100.00 |        |         |      |
| إجمالي الناخبين         | 41,126  | 65.84  | –6.02  |         |      |